# 涂月僧
涂月僧（1910年11月—1992年），男，汉族，湖北黄陂人，中国书法家，曾任贵州省书法家协会副主席，中华诗词学会顾问。

## 家族
伯叔涂福田。